# Río Chicamocha
Le río Chicamocha est une rivière de Colombie et un affluent du río Sogamoso dans le bassin du Río Magdalena.

## Géographie
Le río Chicamocha prend sa source sur le versant ouest de la cordillère Orientale, dans l'ouest du département de Santander. Il coule ensuite vers le nord-ouest avant de rejoindre le río Suárez avec lequel il se mêle pour former le río Sogamoso.
Sur son cours se trouve le canyon du Chicamocha.